# Birgit Tengroth
Birgit Tengroth, née le 13 juillet 1915 à Stockholm et morte le 21 septembre 1983 dans cette même ville, est une actrice, journaliste et écrivaine suédoise. Elle apparaît dans plus de 40 films entre 1926 et 1950.

## Biographie
Birgit Tengroth fait ses débuts à la radio dans l'émission 'Barnens Brevlåda' avec son ami Sickan Carlsson à l'âge de 10 ans. Elle étudie à l'école de ballet du Royal Opera de 1926 à 1931. Sa première apparition au cinéma a été un petit rôle dans Mordbrännerskan en 1926. Elle obtient un contrat avec le principal studio suédois Svensk Filmindustri en 1932, et y reste pendant toute la décennie. Elle était connue pour jouer des rôles de filles naturelles, ce qui lui a valu une certaine popularité auprès des jeunes fans. Quand Ingrid Bergman fait ses débuts à l'écran, elle est défavorablement comparée à Tengroth.
Au cours des années 1940, elle quitte Svensk Filmindustri et travaille pour diverses sociétés de production. Après avoir quitté l'industrie du cinéma en 1950, elle devient auteur et journaliste. Elle a été brièvement mariée au politicien danois Jens Otto Krag, devenu par la suite Premier ministre, au début des années 1950. Dans certains de ses écrits ultérieurs, elle se montra très critique envers l'industrie cinématographique suédoise durant ses années de célébrité.
En raison d'une maladie, elle passa les dernières années de sa vie dans un isolement total.

## Filmographie
- 1927 : Hin och smålänningen (en) d'Erik A. Petschler
- 1928 : Synd de Gustaf Molander
- 1932 : The Storholmen Brothers
- 1932 : His Life's Match
- 1933 : Vad veta väl männen? d'Edvin Adolphson
- 1933 : Marriageable Daughters
- 1933 : Boman's Boy
- 1934 : Sången om den eldröda blomman (en)
- 1934 : Atlantäventyret (en)
- 1936 : Familjens hemlighe (en)
- 1936 : Annonsera! (en)
- 1936 : Johan Ulfstjerna (en)
- 1937 : O, en så'n natt! (en)
- 1938 : Dollar de Gustaf Molander
- 1939 : Gubben kommer
- 1939 : Gläd dig i din ungdom
- 1939 : Between Us Barons
- 1940 : A Real Man
- 1940 : Västkustens hjältar
- 1941 : How to Tame a Real Man
- 1942 : Rospiggar
- 1943 : Night in Port
- 1943 : Sonja
- 1943 : Katrina
- 1943 : Life and Death
- 1944 : The Forest Is Our Heritage
- 1945 : Man's Woman
- 1947 : Dynamite
- 1947 : Soldier's Reminder
- 1948 : Sin (en)
- 1949 : La Fontaine d'Aréthuse d'Ingmar Bergman
- 1950 : La Fille aux jacinthes de Hasse Ekman

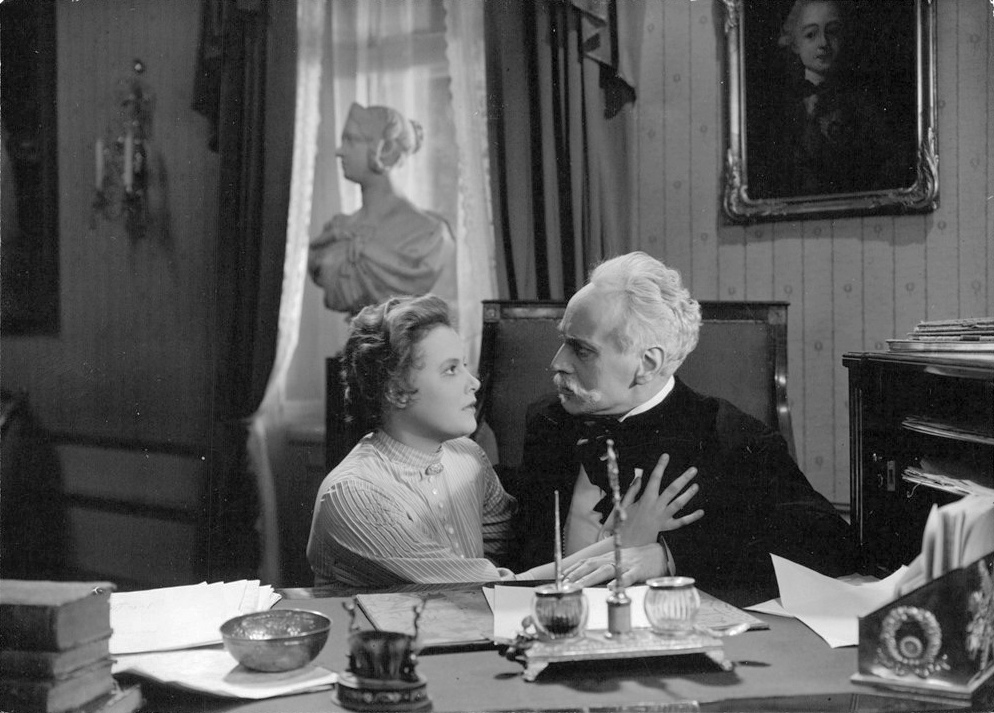
Birgit Tenfroth dans Johan Ulfstjerna (en) (1936)
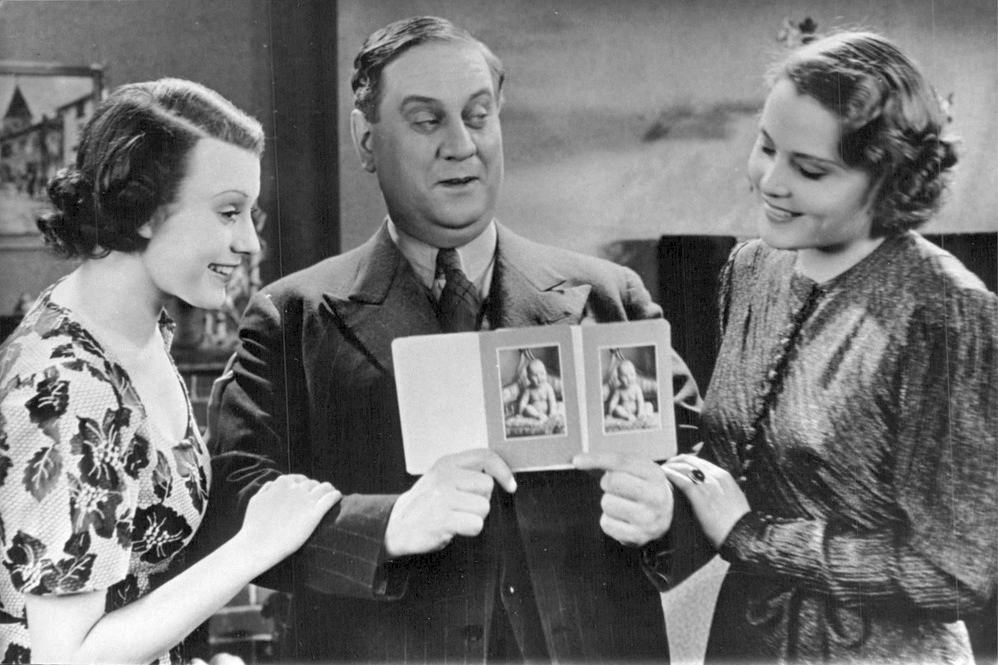
Birgit Tenfroth (à droite) dans Pappas pojke (1937)
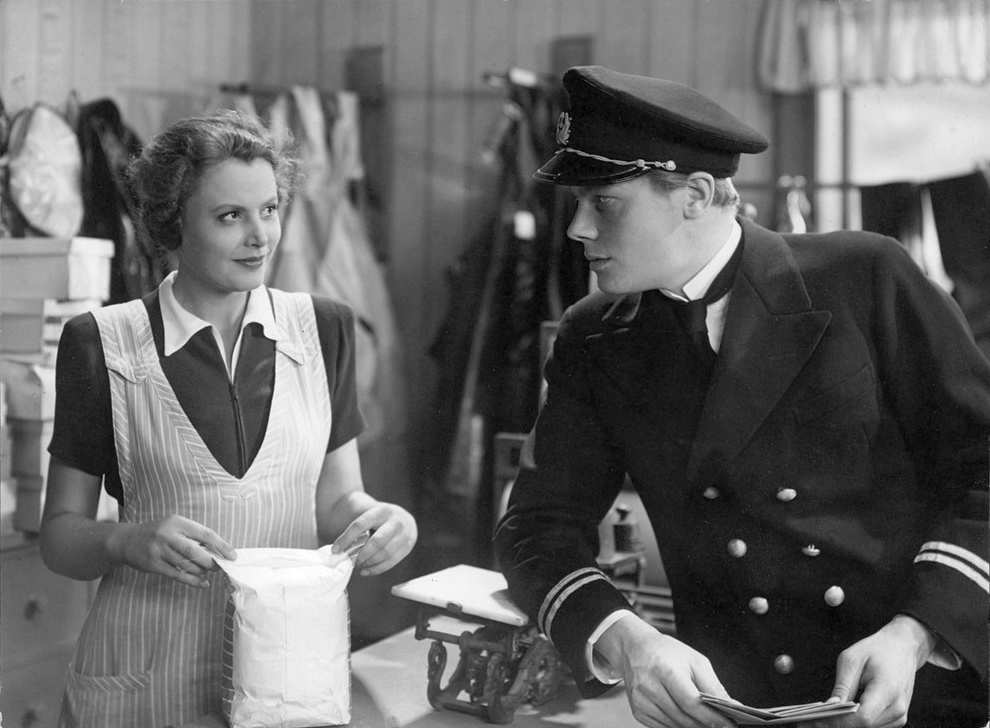
Birgit Tengroth dans Katrina en 1943
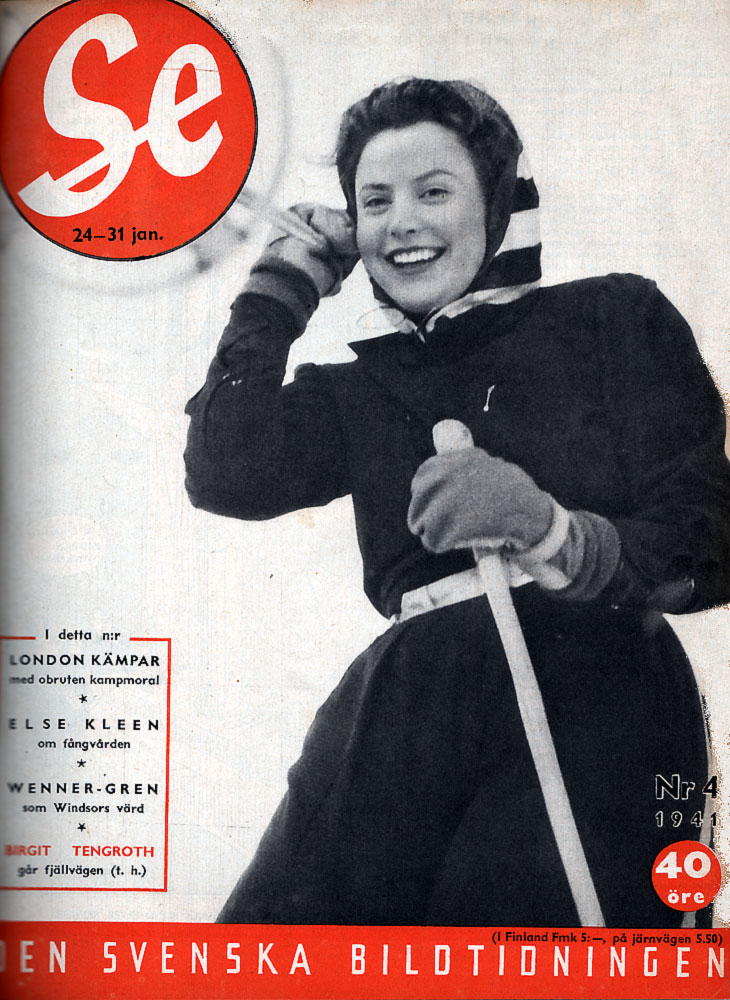
Birgit Tengroth en couverture du magazine Se en 1941

## Ouvrages
- 1948 : Törst, roman
- 1957 : Jungfruburen
- 1972 : Jag vill ha tillbaka mitt liv
- 1975 : Jag trodde du var död!